# John Reding

herb Angielskiego rodu szlacheckiego Reding (Reading)

John Reding (Redinge Reading)- skarbnik u króla Anglii Henryka VII Tudora. John Reding był mężem Mary Brandon która była córką sir.Wiliama Brandona zm. 1491 oraz siostrą Williama Brandona (1456-1485) który zginął w bitwie pod Bosworth w 1485 roku.